# Sidi Ould Abdallahi

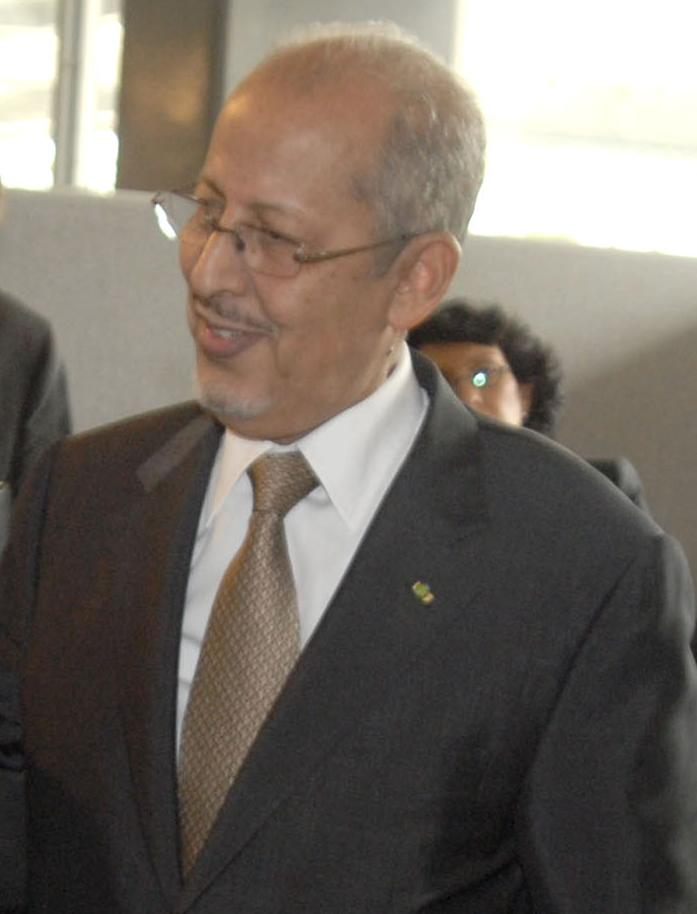
Sidi Ould Abdallahi (2007)

Sidi Mohamed Ould Cheikh Abdallahi (arabisch سيدي محمد ولد الشيخ عبد الله, DMG Sīdī Muḥammad walad aš-Šayḫ ʿAbd Allāh; * 1938 in Aleg; † 22. November 2020 in Nouakchott) war ein mauretanischer Politiker. Er wurde im März 2007 zum Präsidenten gewählt und war vom 19. April 2007 bis zu seiner Absetzung durch einen Putsch am 6. August 2008 Präsident Mauretaniens.

## Leben
Sidi Ould Abdallahi stammte aus einer einflussreichen Familie islamischer Geistlicher. Er besuchte die École normale William Ponty im Senegal, die er mit einem Baccalauréat abschloss. Anschließend studierte er in Dakar (Senegal) Mathematik, Physik und Chemie und erreichte in Grenoble ein Diplôme d'études approfondies (DEA) in Wirtschaft. Danach kehrte er 1968 nach Mauretanien zurück. Unter Moktar Ould Daddah war er 1971–1978 Minister. In seiner Funktion als Wirtschaftsminister war er verantwortlich für die Einführung der mauretanischen Währung – des Ouguiya – und die Verstaatlichung der Eisenminen. Nach der Entmachtung Moktar Ould Daddahs kam Sidi Ould Abdallahi bis 1979 ins Gefängnis. 1982–1986 war er in Kuwait als Berater für den Kuwait Fund for Arab Economic Development tätig.
Nach seiner erneuten Rückkehr nach Mauretanien wurde er unter Präsident Maaouya Ould Sid’Ahmed Taya 1986–1987 erst Energie-, dann Fischerei- und schließlich Finanzminister, bis ihn Maaouya Ould Sid’Ahmed Taya wegen vorgeworfener Korruption, die er als Fischereiminister begangen haben soll, inhaftieren ließ.
Von 1989 bis 2003 lebte Sidi Ould Abdallahi in Niger und arbeitete dort wiederum für den Kuwait Funds. 2006 – nachdem Maaouya Ould Sid’Ahmed Taya 2005 vom Militärrat für Gerechtigkeit und Demokratie entmachtet worden war – kündigte er seine Präsidentschaftskandidatur an. Er trat als Unabhängiger an, wobei manche ihn als „Marionette“ des Militärrats ansahen. In der ersten Runde der Präsidentschaftswahlen am 11. März 2007 lag er mit 25 % der Stimmen vor dem Zweitplatzierten Ahmed Ould Daddah. Der Drittplatzierte Zeine Ould Zeidane gab am 17. März seine Unterstützung für Sidi Ould Abdallahi bekannt und wurde, nachdem Sidi Ould Abdallahi den zweiten Wahlgang am 25. März mit 52,85 % der Stimmen und 10 der 13 Regionen für sich entschieden hatte, dessen Premierminister. Damit wurde er der erste frei gewählte Staatspräsident in der Geschichte seines Landes.

### Präsidentschaft und Absetzung
Als Präsident kündigte Sidi Ould Abdallahi wegen eines Budgetdefizits von 112 Mio. US-Dollar infolge technischer Probleme in der Erdölförderung an, zusammen mit seinem Kabinett auf 25 % seines Gehalts zu verzichten. Das Parlament verabschiedete unter seiner Regierung ein Gesetz, das die 1980/81 verbotene Sklaverei in Mauretanien unter Strafe stellt. Ferner begann die Rückkehr von afro-mauretanischen Flüchtlingen, die 1989 vor Übergriffen der Armee nach Senegal geflohen waren. Zugleich war die Regierung im Kontext der weltweit steigenden Nahrungsmittelpreise mit Hungerprotesten konfrontiert.
Sidi Ould Abdallahi wurde zum Teil dafür kritisiert, dass er 2007 die Gründung einer islamistischen Partei zuließ. Vor allem aber wurde ihm vorgeworfen, dass er im Mai 2008 mehrere ehemalige Minister Maaouya Ould Sid’Ahmed Tayas in seine Regierung aufnahm; dies hätte nach Ansicht von Kritikern zu einer Rückkehr der Diktatur Maaouya Ould Sid’Ahmed Tayas führen können.
Am 6. August 2008 wurde er bei einem Militärputsch entmachtet, nachdem er den Kommandanten der Präsidialgarde abgesetzt hatte. Er wurde unter Hausarrest gestellt.